# Colle Oppio
Il Colle Oppio, a Roma, è una delle tre alture che, assieme a Fagutal e Cispius, costituivano il Mons Esquilinus. È adibito a parco pubblico dal 1871.

## Storia

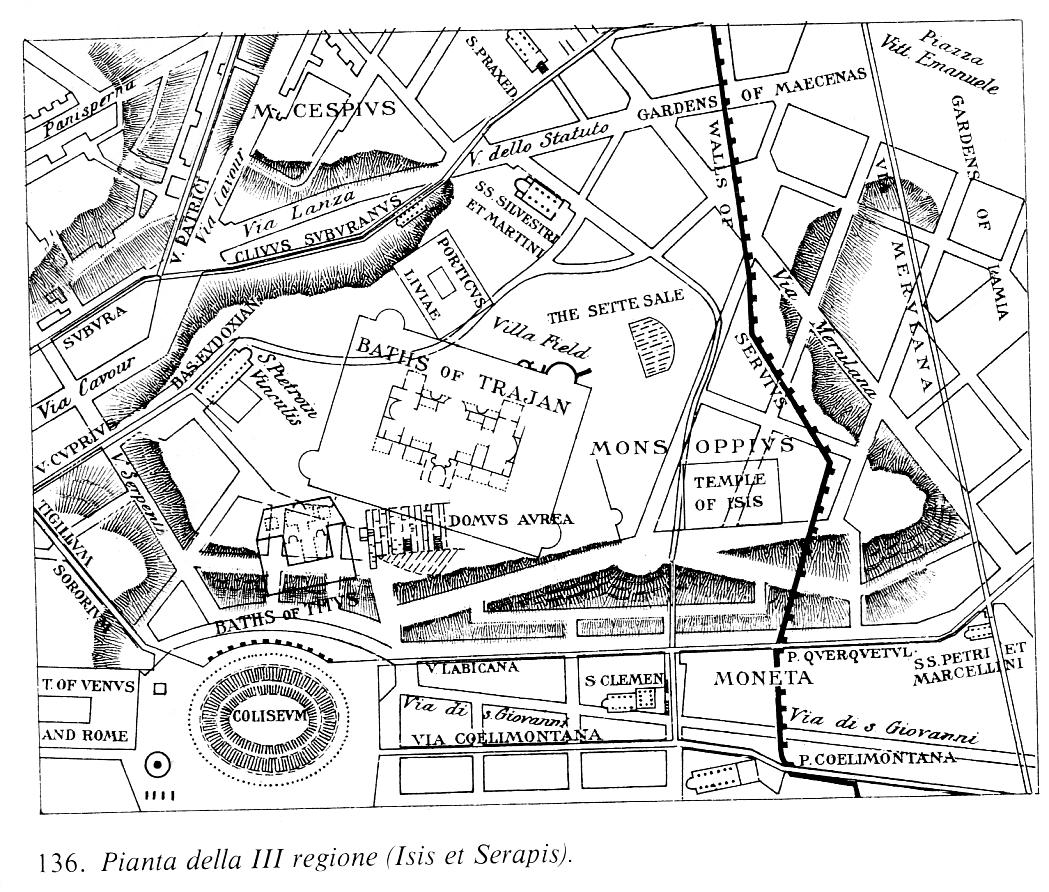
Pianta della Regio III (Colle Oppio)

Il colle fu sede di uno dei villaggi da cui sorse Roma, e la memoria di questa sorta di nobiltà civile era ancor viva in epoca repubblicana, stando ad un'iscrizione ritrovata presso le Sette Sale, alle Terme di Traiano, che cita il restauro del sacellum compitale fatto a spese degli abitanti (de pecunia montanorum).
Tra il Fagutal e la parte nordoccidentale del colle Oppio si trovava il quartiere delle Carinae dove, secondo la tradizione, Tullia avrebbe ucciso suo padre Servio Tullio, travolgendolo con il suo carro trainato dai cavalli.
Nella suddivisione augustea della città il Mons Oppius fu compreso nella Regio III Isis et Serapis, così denominata per il grande tempio che sorgeva alle sue pendici sudorientali, tra le odierne via Labicana e via Merulana.
Già sede (in direzione del Vicus Suburanus) del Portico di Livia, l'altura fu occupata in epoca neroniana dalla Domus aurea e dalle successive Terme di Tito e di Traiano.
Vi si stabilirono poi, in epoca cristiana, il Titulus Eudoxiae (odierno San Pietro in Vincoli) e il Titulus Equitii (oggi San Martino ai Monti).
Oggi appartiene al rione Monti, di cui costituisce il polmone verde, ed è compreso tra via Labicana, via degli Annibaldi, via Cavour, via Giovanni Lanza, via Merulana. Le strade circostanti furono intensamente edificate tra fine ottocento e inizio novecento, mentre le emergenze archeologiche (quanto ne rimaneva, almeno, dalle spoliazioni) furono incluse nel vasto Parco del Colle Oppio, che digrada verso la valle del Colosseo.

## I giardini pubblici
Nel 1871, nell'ambito della riorganizzazione urbanistica a seguito dell'istituzione di Roma capitale, l'area venne destinata a giardini pubblici.
Fu però solo negli anni che vanno dal 1928 al 1936, sotto il regime fascista, che Colle Oppio assunse l'assetto attuale. Il progettista incaricato fu l'architetto paesaggista Raffaele De Vico. Fu forse avendo presente questa storia del parco che in uno dei ruderi si installò nel 1948, sindaco Salvatore Rebecchini,  una delle prime sezioni romane (divenuta poi storica) prima del Movimento Sociale Italiano e poi della destra neofascista romana giovanile; la sede, divenuta abusiva, fu sfrattata nel 2017 dal sindaco Virginia Raggi, ma lo sfratto divenne esecutivo solo nel 2020, durante la pandemia da COVID-19. La sede è stata riaperta nel novembre 2023, dopo essere stata concessa a Fratelli d'Italia dal sindaco Roberto Gualtieri, per ospitare una mostra permanente sugli esuli di Istria e Dalmazia.
Nel 1935 vi era stata collocata una statua dedicata allo scrittore Alfredo Oriani, un bronzo opera di Ercole Drei.
L'estensione dei giardini è di 11 ettari; ingressi: viale del Monte Oppio, via delle Terme di Traiano, via Mecenate, via Labicana, via Nicola Salvi, via delle Terme di Tito.